# Heiko Uecker
Heiko Uecker (* 5. September 1939 in Nürnberg; † 30. Mai 2019 in Bonn) war ein deutscher Skandinavist. Er war von 1982 bis 2004 Professor für Nordische Philologie an der Universität Bonn, zuletzt als Leiter der Abteilung für Skandinavistik des dortigen Germanistischen Seminars.

## Leben
Uecker wuchs in Nürnberg auf. Nach dem Abitur am Neuen Gymnasium in Nürnberg studierte er Nordische und Deutsche Philologie an den Universitäten München und Oslo. 1966 wurde er mit einer Arbeit zum Thema Die altnordischen Bestattungssitten in der literarischen Überlieferung promoviert, 1977 habilitierte er sich. Im selben Jahr war er Gastprofessor an der University of Chicago. 
Uecker wurde mit Arbeiten zur älteren und neueren skandinavischen Literatur bekannt. Sein besonderes Interesse galt unter anderem den norwegischen Schriftstellern Henrik Ibsen und Knut Hamsun. Er und seine Frau Kari Uecker, die in Deutschland lange Jahre als Lektorin für Norwegisch tätig war, haben sich um die deutsch-norwegische Aussöhnung und Annäherung verdient gemacht. Hiervon zeugen der für Leistungen in diesem Bereich vergebene Willy-Brandt-Preis sowie der Königlich Norwegische Verdienstorden. Beide erhielt Uecker 2004. 
Uecker war das einzige deutsche Mitglied der internationalen Kommission zur Evaluierung des Skandinavistik-Studiums in Norwegen. Er war von 1982 bis 1988 und wieder von 2006 bis Frühjahr 2010 Erster Vorsitzender der 1982 gegründeten und in Bonn ansässigen Deutsch-Norwegischen Gesellschaft. Später war er Mitglied in deren Beirat und weiter Mitarbeiter des Mitgliedermagazins "dialog". Uecker lebte seit seiner Emeritierung wechselnd in Bonn und Oslo.
Er ist der Vater des Schauspielers Georg Uecker.

## Veröffentlichungen
- Geschichte der altnordischen Literatur. Stuttgart: Reclam 2004. ISBN 3-15-017647-6.
- (mit Joachim Trinkwitz): Die Klassiker der skandinavischen Literatur. Die großen Autoren vom 18. Jahrhundert bis zur Gegenwart. Essen: Meysenburg 2002. ISBN 3-930508-12-5. (Überarbeitete Neuauflage der Ausgabe Düsseldorf: Econ 1990.)
- Germanische Heldensage. Stuttgart: Metzler 1972 (=Sammlung Metzler, Bd. 106).

### Als Herausgeber
- Der nordische Hamlet. Frankfurt am Main u. a.: Peter Lang 2005 (=Texte und Untersuchungen zur Germanistik und Skandinavistik, Bd. 56). ISBN 3-631-53232-6.
- Neues zu Knut Hamsun. Frankfurt am Main u. a.: Peter Lang 2002 (=Texte und Untersuchungen zur Germanistik und Skandinavistik, Bd. 51). ISBN 3-631-39020-3.
- Deutsch-Norwegische Kontraste. Spiegelungen europäischer Mentalitätsgeschichte. Baden-Baden: Nomos 2001. ISBN 3-7890-7371-7.
- Die Zukunft der nordischen Zusammenarbeit. Bonner Botschaftervorträge. Bonn: Bouvier 1998.
- Fragmente einer skandinavischen Poetikgeschichte. Frankfurt am Main u. a.: Peter Lang 1997 (=Texte und Untersuchungen zur Germanistik und Skandinavistik, Bd. 39).
- Studien zum Altgermanischen. Festschrift für Heinrich Beck. Berlin und New York: de Gruyter 1994.
- Auf alten und neuen Pfaden. Eine Dokumentation zur Hamsun-Forschung. 2 Bände. Frankfurt am Main: Peter Lang 1983.
- Der Wiener Psalter. Cod. Vind. 2713. Kopenhagen: Reitzel 1980 (=Editiones Arnamagnaeanae, Serie B, Vol. 27).

### Als Übersetzer
- Henrich Steffens: Einleitung in philosophisches Denken. Übersetzt und mit einer Vorbemerkung versehen von Heiko Uecker. Frankfurt am Main u. a.: Peter Lang 2012, ISBN 978-3-631-63950-4

### Festschrift
- Karin Hoff (Hrsg.): Poetik und Gedächtnis. Festschrift für Heiko Uecker zum 65. Geburtstag. Frankfurt am Main u. a.: Peter Lang 2004 (= Beiträge zur Skandinavistik, Bd. 17). Darin der biografisch angelegte Beitrag von Eckart Roloff: „Heiko Uecker – Ein Wegbereiter der Verständigung“, S. 15–22. ISBN 3-631-52167-7.